# Melanotaenia misoolensis
Melanotaenia misoolensis är en fiskart som beskrevs av Allen 1982. Melanotaenia misoolensis ingår i släktet Melanotaenia och familjen Melanotaeniidae. IUCN kategoriserar arten globalt som livskraftig. Inga underarter finns listade i Catalogue of Life.